# Пембер, Артур
А́ртур Пе́мбер (англ. Arthur Pember, 9 июля 1835, Лондон — 3 апреля 1886, Ламур, Северная Дакота) — английский спортсмен, журналист и писатель; первый президент Футбольной ассоциации Англии (с 1863 по 1867 год). Одновременно с президентством в Футбольной ассоциации выступал также за клуб «Но Нейм Килберн» из пригорода Лондона Килберн, ставший одним из основателей ассоциации.

## Биография
Артур Пембер был одним из видных деятелей, который участвовал в становлении современного футбола: в октябре 1863 года была образована Футбольной ассоциации, и Артур Пембер стал первым её президентом. Был избран членом ассоциации, являясь участником футбольного клуба «Но Нейм Килберн», который, наряду с остальными 10-ю клубами, основал Футбольную ассоциацию.
Получив прекрасное образование, Артур после Гражданской войны сделал карьеру в качестве журналиста «Нью-Йорк Таймс» в Нью-Йорке, куда эмигрировал вместе с семьей в 1868 году. В своих журналистских расследованиях он изобличал злоупотребления служебным положением в правительстве (включая дело «босса» Твида из Демократической партии), а также вскрывал теневые стороны американского и английского общества.
Артур Пембер известен также как автор нескольких книг, в частности, он был автором книги «Тайны и ужасы большой Столицы» («The Mysteries and Miseries of the Great Metropolis»).
Как игрок Артур Пембер известен тем, что был капитаном сборной клубов Лондона в первом межрегиональном матче Футбольной ассоциации против команды «Шеффилда» 31 марта 1866 года. Он был также членом любительского лондонского футбольного клуба «Уондерерс».
Его семья состояла из шести человек, включая его самого: жена Алиса Пембер, двух дочерей - Мэйбл (умерла 27 июля 1875) и Алиса (умерла 30 июля 1875), а также двух сыновей -  Валентин (умер 18 июля 1874) и Джеффри (умер 21 июля 1872).
Артур Пембер умер 3 апреля 1886 года в городке Ламур штата Северная Дакота, что было засвидетельствовано в некрологе газеты «Нью-Йорк Таймс» 4 апреля 1886 года.